# Cirsium handelii
Cirsium handelii là một loài thực vật có hoa trong họ Cúc. Loài này được Petr. ex Hand.-Mazz. mô tả khoa học đầu tiên năm 1926.